# Spořitelna Královéhradecká Hradec Králové
Spořitelna Královéhradecká Hradec Králové byla významný regionální peněžní ústav, který fungoval v letech 1864–1953. Svoje sídlo měla v domě čp. 33 na Velkém náměstí.

## Historie
13. leden 1864 lze považovat za den založení Spořitelny Královéhradecké v Hradci Králové. Tomuto datu však předcházela usilovná a trpělivá práce mnoha hradeckých občanů, kteří již ve schůzi městského výboru, konané 27. ledna 1858 vyslovili myšlenku založení nové spořitelny spojenou se zastavárnou a půjčovnou. Prvním předsedou ředitelstva byl zvolen Antonín Helvich, obecní starší a ředitelem kanceláře spořitelny byl zvolen JUDr. Jan Brunner, zemský advokát.
Od svého založení pomáhala spořitelna levným hypotekárním úvěrem hlavně zemědělcům, kteří každoročně čelili neúrodě, živelným pohromám a dalším nepříznivým vlivům. Zvláště v prvních letech svého působení poskytovala spořitelna hypotekární zápůjčky na rolnické usedlosti žadatelům ze všech okolních obcí. Vedle těchto žadatelů z okresu královéhradeckého poskytovala spořitelna zápůjčky žadatelům z okresu hořického, jaroměřského, pardubického, novoměstského, rychnovského a královéměstského. Většina těchto zápůjček byla povolována zemědělcům. Správa spořitelny dobře hospodařila se svěřenými penězi, získávala důvěru, ale přes to rozvoj spořitelny neprobíhal očekávaným tempem. Vedle velké neúrody, která byla v roce 1865 a i v dalších letech, jednou z příčin problémů spořitelny byla válka prusko-rakouská v roce 1866 a válka prusko-francouzská v roce 1870.
Přes tyto nesnáze, které přinesla druhá polovina devatenáctého století, stala se spořitelna prosperujícím peněžním ústavem, důležitým pro město Hradec Králové a jeho okolí. V roce 1887 obnášel její obrat 3 032 702,69 zl., čistý výtěžek dosáhl 18 038,68 zl. a v rezervním fondu měla 124 180,71 zl. Roku 1910 vykazovala 14 792 519 K vkladů a o 9 let později dosáhla 50 milionů Kč vkladů, což bylo důkazem o velké důvěře mezi širokými vrstvami nejen místní společnosti. Každoročně věnovala spořitelna vysoké částky na obecně prospěšné účely, podporovala dobročinné spolky, školství, osvětu, rozvoj řemesel a živností. Roku 1915 věnovala na oslavu 85. narozenin císaře Františka Josefa I. 5 000 K na zřízení nadace pro vdovy a sirotky po padlých vojínech. V témže roce upsala na 3. válečnou půjčku 600 000 K. V rámci dvou předchozích dala státu k dispozici celkem 1 200 000 K. K desátému výročí trvání Československé republiky věnovala městu peněžní prostředky na postavení městských lázní (1933–1934), v té době nejmodernějších v republice. Také se významně podílela na stavbě budovy soudu, okresních a finančních úřadů, moderních škol a dalších budov v Hradci Králové. Budova spořitelny byla na Velkém náměstí vedle domu „U Špuláků“. Plány na postavení nové budovy pro spořitelnu na nábřeží Labe se neuskutečnily. Od roku 1889 byl dlouholetým funkcionářem Spořitelny Královéhradecké v Hradci Králové JUDr. František Ulrich, starosta města. 4. června 1935 zemřel ředitel spořitelny Josef Vacek.
1. srpna 1939 spořitelna převzala veškerá aktiva a pasiva Občanské záložny na Pražském Předměstí a otevřela v jejich dosavadních místnostech v Husově třídě čp. 812 svoji novou pobočku. 1. července 1940 spravovala 245 milionů K ve vkladech na knížky a běžné účty, 32 milionů K vlastního jmění, 176 milionů K cenných papírů a hodnot v úschově a měla rozpůjčeno 139 milionů K v hypotečních a komunálních výpůjčkách. Roku 1940 měla tři pobočky: Kukleny, Pražské Předměstí a Slezské Předměstí a novým předsedou výboru byl zvolen František Cengr. V roce 1941 bylo na základě vládního nařízení č. 268/41 zavedeno také německé označení spořitelny, které znělo „Königgrätzer Sparkasse“. V roce 1945 byla pro vedení spořitelny jmenována správní komise.
Zásadní změny do činnosti Královéhradecké spořitelny v Hradci Králové, jako i do činnosti všech ostatních peněžních ústavů přinesl rok 1948. Podle zákona č. 181/1948 došlo k přeměně peněžních ústavů na ústavy lidového peněžnictví a k postupnému slučování všech ústavů v jeden. Ze Spořitelny Královéhradecké v Hradci Králové vznikla Okresní spořitelna a záložna Hradec Králové a byly do ní sloučeny všechny záložny - kampeličky v okrese Hradec Králové i ostatní peněžní ústavy ve městě. Od 1. ledna 1953 bylo lidové peněžnictví postátněno a z Okresní spořitelny a záložny v Hradci Králové se stala Státní spořitelna Hradec Králové.